# Малкін Борис Овсійович
Борис Овсійович Малкін (нар. 26 січня 1908, Прилуки, Полтавська губернія, Російська імперія (нині - Чернігівська область) — пом. 20 листопада 1972, Мінськ, Білоруська РСР, СРСР) — білоруський радянський графік українського походження, живописець і театральний художник.

## Біографія
Борис Малкін народився 1908 року в Прилуках Полтавської губернії (нині Чернігівська область) в сім'ї поліграфіста, що вплинуло на вибір професії. Після закінчення в 1929 році Київського художнього інституту переїхав до Мінська. Працював у Державному видавництві Білоруської РСР (1929—1936). Перебуваючи під впливом майстрів графіки, представників львівської художньої школи, почав займатися станковою графікою, ксилографією та ліногравюрою. Брав участь у художніх виставках з 1929 року. Чотири з 20 виставок — персональні.
В 1941 році, в перші дні німецько-радянської війни пішов на фронт. У званні капітана танкових військ брав участь у боях під Смоленськом та Москвою, де був поранений. Після звільнення Мінська, в 1944 році, повернувся до роботи в театрі. В післявоєнні роки піддався громадському цькуванню через газету «Известия», яка його звинувачувала у формалізмі та космополітизмі. Не було видано жодної монографії про творчість митця, його світлину зірвали зі стенда, присвяченого художникам-фронтовикам. Самовільно пішов з життя у 64 роки, 20 листопада 1972 року.

## Творчість
Працював у сценографії, книжковій та станковій графіці. В одному з ранніх циклів розробляв тему міст і містечок Білорусі: «Мінськ», «Містечко», «Старі міста». Займався єврейською тематикою: «Голова старого», «Дід та Онук», «Єврейська вуличка», «Молитва». Графічні аркуші побутового жанру відрізнялися чіткістю композицій, ледь помітними сарказмом і глибоким ліризмом: «Сваха», «Дівчина», «Сватання».
Оформив ряд книжкових видань: вірш Янки Купали «Над річкою Аресой», поему Олександра Пушкіна «Євгеній Онєгін», збірку віршів Алоїзи Пашкевич. Поступово став одним з найпомітніших графіків республіки. Був призначений керівником відділу художнього оформлення Державного видавництва Білоруської РСР, оформляв журнал «Чирвоная Белорусь». Багато робіт Бориса Малкіна цього періоду знаходяться в Національному Художньому музеї Білорусі. Був членом Білоруського Союзу художників з 1940 року.
З 1937 року став займатися сценографією. Оформив вистави:
- У Театрі імені Янки Купали: «Партизани», 1938, «Мила людина», 1945 Кіндрата Кропиви, «Паўлінка», 1944, «Прымакі», 1944, Янка Купали, «Пізня любов» Олександра Островського, 1944, «Молода гвардія» Олександра Фадєєва, 1947, «Пані міністерша» Бранислава Нушича, 1956, «Острів Афродіти» Алексіса Парніса, 1960
- У Театрі імені Якуба Коласа: «Іринка» Кіндрата Чорного, 1941
- У Російському театрі: «Трактирниця» Карло Ґольдоні, 1951, «Шалені гроші» Олександра Островського, 1951

З 1964 по 1972 роки створював нові цикли монотипій в лаковій техніці: «Король Лір», «Корделія», чорно-білі цикли «Жорстокий Вік» та «Клоуни», цикл в золотих тонах «Цирк». Враження про свою єдину закордонну поїздку художник відобразив у монотипіях «Набережна Сени», «Стамбул», «Італійський дворик» та інших.
У цей період Борис Малкін захопився різьбленням по дереву. За його ескізами на підприємствах білоруської промисловості були виконані настінні блюда та свічники в металі та кераміці.
Був автором емблеми Білоруського Художнього Фонду, першим директором якого він був у повоєнні роки. Автор етикетки горілки «Кристал», емблем Мінського тракторного заводу, мінського велозаводу. Розробляв інтер'єри мінського готелю «Супутник» та салону-магазину «Павлинка».

## Особисте життя
Перша дружина Бориса Малкіна померла, коли його дочки Лялі (Лідії) було 1,5 року. У Купаловському театрі художник познайомився з провідною актрисою — Вірою Полло, яка незабаром стала його дружиною, а також гарною матір'ю дівчинки.

## Пам'ять
Посмертна виставка творів Бориса Малкіна відбулася в 1974 році в Мінську, в будинку Спілки художників Білоруської РСР на Центральній площі. Куратором виставки була білоруський мистецтвознавець Лариса Фінкельштейн.
Зі спогадів Лариси Фінкельштейн:

Ім'я Бориса Малкіна було оповите таємницею і захопленням колег. Воно не сходило з вуст мистецтвознавців, художників, акторів і режисерів театру. Він був яскравим і цікавим художником театру, працював у сфері плаката, унікальної графіки, але особливе місце в його творчості та в історії білоруського мистецтва займала його  монотипія. Це і без того рідкісна і складна техніка естампної графіки у Малкіна мала зовсім особливу, свою специфіку. Він працював не звичайними фарбами для монотипії, а лаками власного виготовлення. Їх секрет досі не розгаданий. Лаки давали матовий благородний блиск, гладку, рельєфну, як в  енкаустиці,  фактуру. Його монотипії відрізнялися також нетрадиційними для цього виду графіки великими розмірами. Поверхня їх не втратила своєї якості і через роки. Вдова художника, видатна білоруська актриса,  народна артистка Білоруської РСР  Віра Миколаївна Полло, що грала провідні ролі в Театрі імені Янки Купали, де Борис Малкін був художником-постановником ряду вистав, була ініціатором цієї виставки. Вона разом з донькою Лялею привезла велику кількість робіт — малюнків, монотипій, плакатів, жанрових композицій, портретів, натюрмортів. Приблизно четверту частину всього цього вдалося вмістити в два маленьких виставкових зали. Однак, за оцінками колег і рідних Бориса Малкіна, які прийшли на вернісаж, виставка цілком давала уявлення про творчість майстра.